# Mara Jade
Mara Jade Skywalker es un personaje ficticio en la franquicia de Guerras de las Galaxias. Aparece en la serie no lineal Leyendas como la esposa de Luke Skywalker y madre de Ben Skywalker. Su voz ha sido doblada por Heidi Shannon, Edie Mirman y Kath Soucie en varios videojuegos de Guerras de las Galaxias.

## Concepto y desarrollo
Su primera aparición fue en la historia de Timothy Zahn, Heredero al Imperio (1991). Zahn Imaginó a Jade como un personaje femenino fuerte y complejo, alguien que el pensaba que el universo de las Guerras de las Galaxias carecía. Aun siendo competente, es defectuosa. Cuando la trilogía de Thrawn termina en 1993 con La Última Orden, Zahn pensó que ese sería el último libro en el que desarrollaría al personaje. Cuando le fue pedido escribir otra novela, estableció dos objetivos: "Acabar la guerra entre la República Nueva y el Imperio, y conseguir que Luke Skywalker y Mara estuvieran juntos." A pesar de que Lucasfilm resistió la idea de Luke casándose con Mara, eventualmente accedieron.
En 2018, Zahn dijo que Lucasfilm le dio algunos controles creativos sobre el personaje de Mara Jade: cualquier aparición de Mara en trabajos nuevos requeriría la aprobación de Zahn. Zahn también explicó que el grupo de historia de Lucasfilm también tenía la autoridad para impedirle incorporar a Mara de vuelta al universo lineal, y cualquier aparición tendría que ser aprobada por ambos partes. Zahn dijo que sólo la dejaría aparecer si desempeñaba una función importante en la trama, y que bloquearía cualquier clase de cameo. Anteriormente, el personaje del Gran Almirante Thrawn, otra creación de Zahn, hizo el salto desde Leyendas al universo lineal, aunque con una historia ligeramente rearmada. Posteriormente, Zahn dijo que esperaba encontrar una manera de traer a Mara al universo lineal, declarando "Si hubiera un sitio genérico, u orgánico para ubicarla en una historia... Les prometo que yo lo lanzaré al grupo de historia de Lucasfilm, y entonces, será su decisión si permitirlo o no."
Comparada con el personaje femenino más característico de las Guerras de las Galaxias, Princesa Leia, Zahn dijo, "Mara tiene una conducta más aguda y sarcástica, y naturalmente, tuvo que pasar por la dolorosa realización de que su servicio era a favor de una causa malvada. Pero ambas mujeres son fuertes sin sacrificar su feminidad, un equilibrio el cual pienso que algunos autores tienen problema de escribir. Con eso en mente, también podemos decir que Leia fue una de las primeras personas en la Nueva República que decidió que Mara podía ser confiable, lo cual quizás dice algo sobre su entendimiento entre ellas."

## Apariciones
Mara es introducida como la segunda contrabandista al mando de Talon Karrde, en Heredero al Imperio. La novela establece que era anteriormente una "Mano del Emperador", una agente especial para el Emperador Palpatine.
Varias historias describen a Jade antes de los acontecimientos en Heir to the Empire, mostrando su entrenamiento guiado por Palpatine y ejecutando sus órdenes. La trilogía de Thrawn describe la primera confrontación de Mara con Luke Skywalker, donde jura matarlo para vengar la muerte de Palpatine (Palpatine le envió una imagen falsa de Luke y Vader volviéndose contra él juntos, en lugar de que Vader matara a Palpatine, y la demanda de la muerte de Luke motivada por el deseo de Palpatine de vengarse de su padre en lugar de las acciones de Luke.). Esto fue reforzado con la orden telepática final del Emperador para asesinar a Luke, plagando sus pensamientos desde su muerte; aprendiendo de esta situación, Luke juró ayudar a Mara a romper el control de Palpatine sobre ella, independientemente del peligro que ella representaba para él. Hacia el fin de la trilogía, ella se rebela contra el Imperio, y resuelve su rabia hacia Luke, y silencia la orden sin matarle, en cambio mata al clon de Luke—Luuke Skywalker—Clon hecho por el Jedi Oscuro Joruus C'baoth para desafiar a Luke. En hacer tan, tomó el sable azul de Anakin Skywalker (el cual Luukeestaba utilizando), y lo usó en vez del sable verde de Luke para derrotar a C'baoth. AL cierre de The Last Command, Luke le da el sable de Anakin porque cree que se lo ha ganado y porque verdaderamente quería que lo tenga. Sobre el curso de la serie, Luke reconoce en Mara una afinidad subdesarrollada para la Fuerza; y a pesar de que inicialmente se resiste al entrenamiento Jedi, finalmente se convierte en una Jedi Maestra.
Luke y Mara desarrollan un fuerte vínculo en la duología de Zahn The Hand of Thrawn; Él le propone matrimonio, y realizan su boda en la novela gráfica de Michael A. Stackpole, Unión. Ella da a luz a un hijo, Ben, durante la serie The new Jedi Order.
En la serie Legacy of the force, Mara sospechosa de su sobrino, Jacen Solo, después de que envía a Ben a varias misiones éticamente dudosas. Luego de aprender que Jacen es un apendiz de Sith, Mara jura matarle, pero Jacen finalmente la mata a ella en modo de sacrificio. Más tarde aparece como un fantasma de la Fuerza, primero a Ben luego a Luke, como revelación. También aparece como un fantasma de la Fuerza a Cade Skywalker en los cómics de Legado, ambientados más de un siglo después de las películas de Star Wars.
Mara también aparece en el corto Sleight of Hand: The Tale of Mara Jade, de Timothy Zahn, en la antología Tales from Jabba's Palace . En esta historia, ella se infiltra en el palacio de Jabba the Hutt como una bailarina para asesinar a Luke Skywalker bajo las órdenes del Emperador, pero pierde su oportunidad cuando Jabba lo deja caer en la guarida de Rancor y luego escapa.
Mara estuvo retratada por la modelo Shannon McRandle (como Shannon Baksa) en varias tarjetas en el Juego de tarjetas  customizables de las Guerras de las Galaxias
Es un personaje jugable en Star Wars: Masters of Teräs Käsi,. Star Wars Jedi Knight: Mysteries of the Sith, Star Wars: Empire at War y Star Wars: The force Unleashed (Versión de Wii). Conocer al personaje era también el objetivo de una misión en el ya difunto multijugador masivo en línea Star Wars Galaxies. Ella también narra la campaña Imperial en Star Wars: Galagtic Battlegrounds.  [La cita necesitada]
Fue retratada por Denise Donovan en la parodia musical Ani, del Equipo Starkid

## Canonicidad
En 2008, cuando el creador de la franquicia, George Lucas, dijo que no habría una secuela de la trilogía, explicó que elementos de la trama del Universo Expandido no eran parte de su historia, diciendo: "Luke no contrae matrimonio". Con la adquisición en 2012 de Lucasfilm por parte de The Walt Disney Company, la mayoría de las novelas y cómics de Star Wars con licencia producidos desde la película original de 1977 Star Wars fueron renombradas como Star Wars Legends y declaradas no canónicas para la franquicia en abril de 2014.

## Recepción
Mara Jade fue escogida por IGN como la 19.ª mejor personaje de Guerras de las Galaxias. El iemboro de IGN Jesse Schedeen también punteó al personaje como la 10.ª mejor heroína del universo de Guerras de las Galaxias, destacando que "Se introdujo al Universo Expandido temprano, y permaneció allí por mucho tiempo porque ella es simplemente un gran personaje". UGO Networks llamó el personaje la séptima mejor personaje del Universo Expandido, llamándola compleja. En 1998, durante una encuesta de fanes de Guerras de las Galaxias Insider sobre los personajes favoritos de Guerras de las Galaxias, Mara era el único personaje del universo expandido en superar el top 20. [La cita necesitada] En 2006, Zahn llamó a Mara y al Gran Almirante Thrawn sus personajes favoritos fuera de los que él creó, diciendo "Mara, con su actitud y su habilidades Jedi, es simplemente pura diversión para escribir, especialmente en oposición—o en amistad—con Luke."